# 图菲洛
图菲洛（義大利語：Tufillo），是意大利基耶蒂省的一个市镇。总面积21平方公里，人口493人，人口密度23.5人/平方公里（2009年）。ISTAT代码为069097。